# Norges damlandslag i volleyboll
Norges damlandslag i volleyboll spelade sin första landskamp i Bukarest den 5 augusti 1953, och förlorade med 0-3 mot Frankrike.
Laget tog flera silvermedaljer i nordiska mästerskapet under 1980-talet. Det har deltagit i kval till större internationella mästerskap som EM, men inte lyckats kvalificera sig för något mästerskap.

### Fotnoter
1. 1 2 3 4 5 6 7 8 9 10 11 12 13 14 15 16 17  ”Resultater Nordisk Mesterskap kvinner” (på norska). Norges Volleyballforbund. https://archive.is/20120525164206/http://www.volleyball.no/Volleyball/Sider/NVBF0311ResultaterNordiskMesterskapkvinner.aspx#selection-1479.12-1479.38. Läst 21 mars 2023.
2. 1 2 3 4 5 6  Veronika Čuňočková. ”Projekt športovej akcie nadregionálneho významu” (på tjeckiska). https://is.muni.cz/th/d1vbk/Cunockova_DP.pdf. Läst 12 november 2023.
3. 1 2 3 4 5  ”CEV:s databas”. https://www-old.cev.eu/Competition-Area/CompetitionTeamDetails.aspx?TeamID=11848.
4. ↑  https://archive.ph/TGagc
5. ↑  ”Utviklingssamling for ungdom #3” (på norskt bokmål). 22 november 2018. https://volleyball.no/nyheter/utviklingssamling-for-ungdom-3-ost/. Läst 9 april 2024.
6. ↑  ”Ny landslagstrener på plass!” (på norskt bokmål). Norges Volleyballforbund. 8 april 2020. https://volleyball.no/nyheter/ny-landslagstrener-pa-plass/. Läst 8 april 2024.
7. ↑  ”Norges Volleyballforbund”. Arkiverad från originalet den 25 maj 2012. https://archive.is/20120525070758/http://www.volleyball.no/Volleyball/Sider/NVBF0311Resultaterkvinner1953-1979.aspx. Läst 21 augusti 2011.
8. ↑  ”Norges Volleyballforbund”. Arkiverad från originalet den 25 maj 2012. https://archive.is/20120525164206/http://www.volleyball.no/Volleyball/Sider/NVBF0311ResultaterNordiskMesterskapkvinner.aspx. Läst 21 augusti 2011.